# Ilja Azarow
Ilja Iljicz Azarow (ros. Илья Ильич Азаров, ur. 21 lipca?/3 sierpnia 1902 w Petersburgu, zm. 16 lipca 1979 w Moskwie) – radziecki wiceadmirał, uczestnik II wojny światowej.
Od 1924 służył w radzieckiej Marynarce Wojennej i należał do RKP(b), początkowo był marynarzem Floty Bałtyckiej. Od 1937 był pracownikiem politycznym Floty Oceanu Spokojnego, ukończył Wojskową Akademię Polityczną im. Lenina (1937), w czerwcu 1941 otrzymał stopień komisarza dywizyjnego. Od czerwca 1941 uczestniczył w wojnie z Niemcami jako zastępca szefa Zarządu Politycznego Floty Bałtyckiej, później od sierpnia 1941 członek Rady Wojennej Odeskiego Rejonu Obronnego, od października 1941 do marca 1943 i ponownie od lutego 1944 członek Rady Wojennej Floty Czarnomorskiej (do maja 1947), a od marca 1943 do lutego 1944 zastępca szefa Głównego Zarządu Politycznego Marynarki Wojennej ZSRR.

## Odznaczenia
- Order Lenina
- Order Czerwonego Sztandaru
- Order Kutuzowa II klasy
- Order Nachimowa
- Order Wojny Ojczyźnianej I klasy
- Medal „Za zwycięstwo nad Niemcami w Wielkiej Wojnie Ojczyźnianej 1941–1945”
- Medal „Za obronę Odessy”
- Medal „Za obronę Sewastopola”
- Medal „Weteran Sił Zbrojnych ZSRR”